# Carmelo Cabrera
Carmelo Cabrera, né le 6 janvier 1950, à Las Palmas de Gran Canaria, en Espagne, est un ancien joueur espagnol de basket-ball. Il évolue durant sa carrière au poste de meneur.

## Palmarès
- Finaliste du championnat d'Europe 1973
- Euroligue 1974, 1978
- Coupe intercontinentale 1976, 1977, 1978